# بوزارد روست (آلاباما)
بوزارد روست (به انگلیسی: Buzzard Roost) یک منطقهٔ مسکونی در ایالات متحده آمریکا است که در شهرستان کلبرت، آلاباما واقع شده‌است. بوزارد روست ۱۲ نفر جمعیت دارد و ۱۴۲٫۰۴ متر بالاتر از سطح دریا واقع شده‌است.